# 小行星4934
小行星4934（英語：4934 Rhoneranger）是一颗围绕太阳公转的小行星。1985年5月15日，愛德華·鮑威爾在可可尼诺县发现了此天体。
这颗小行星的绝对星等为150.13031等。